# FN FNC
FNC (фр. Fabrique Nationale Carabine) — автомат (штурмова гвинтівка) калібру 5,56 мм, конструкції та виробництва бельгійської компанії FN Herstal (ФН Ерсталь).

## Історія
Штурмова гвинтівка FNC представлена у 1975 році, в якості заміни для гвинтівки FN CAL, що мала численні недоліки.

## Конструкція
Автоматика гвинтівки FNC працює за рахунок відведення частини порохових газів крізь поперечний отвір у каналі ствола. Замикання ствола відбувається шляхом обертання затвора. Є можливість регулювати ступінь відведення порохових газів. Постачання набоїв відбувається за допомогою знімного коробчатого магазина на 30 набоїв. Режими ведення вогню — одиночний, чергами, та фіксованими чергами по три постріли. Вибір режиму відбувається чотирьохпозиційним перемикачем (четверта позиція — запобіжник), що знаходиться з обидвох боків зброї над рукояткою керуванням вогнем. Гвинтівка штатно має складаний на правий бік металевий плечовий упор. Приціл діоптричний, розрахований на дальність до 400 м, можливо встановлення оптичних або нічних прицілів. Передбачено кріплення багнета-ножа. Гвинтівка FNC виробляється зі стволами двох модифікацій — ствол з кроком нарізів 12 дм пристосований для стрільби американським набоєм М193, та його бельгійським аналогом SS92, ствол з кроком нарізів 7 дм пристосований для бельгійського набою SS109, з більш важкою та ефективною кулею.

## Варіанти
- FNC M2 — базовий варіант зі стволом довжиною 450 мм.
  - FNC M3 — вкорочений варіант, зі стволом довжиною 363 мм[1].
- Ak5[en] — варіант FNC який за ліцензією FN виробляється шведською компанією Carl Gustafs[en], основна штурмова гвинтівка ЗС Швеції.
- SS1[en] — варіант FNC який за ліцензією FN виробляється індонезійською компанією Pindad[en], основна штурмова гвинтівка ЗС Індонезії.

## Оператори
- Бельгія — основна гвинтівка Збройних сил Бельгії.
- Україна — на тлі російського вторгнення в Україну 2022 року, уряд Бельгії 26 лютого оголосив про надання Україні 2 000 одиниць автоматичної зброї, наступного дня було заявлено про постачання ще 3 000 одиниць автоматичної зброї[2]. Згодом FN FNC були помічені, зокрема у вояків Інтернаціонального легіону оборони України[3].